# Amtsgericht Teltow
Das Amtsgericht Teltow war ein Amtsgericht im Bezirk des Landgerichtes Potsdam mit Sitz in Teltow.

## Geschichte
Der Sprengel des Amtsgerichtes Teltow gehörte bis zum Zweiten Weltkrieg zum Landgericht Berlin. Durch die deutsche Teilung gehört dieses zu dem unter dem Viermächte-Status stehenden Berlin, ein Teil des Gerichtssprengels aber zur SBZ, genauer zu Brandenburg. Um den Teil der Sprengels des Landgerichtes Berlin, der außerhalb von Berlin lag, abzudecken, wurde 1945 das Amtsgericht Teltow gebildet. Zum 1. Juli 1951 wurde das Amtsgericht Trebbin in eine Zweigstelle des Amtsgerichtes Teltow umgewandelt.
Im Jahre 1952 wurden in der DDR die Amtsgerichte abgeschafft und stattdessen Kreisgerichte gebildet. Teltow kam zum Kreis Potsdam-Land, zuständiges Gericht war damit das Kreisgericht Potsdam-Land. Das Amtsgericht Teltow wurde aufgehoben und auch nach dem Zusammenbruch der DDR nicht neu errichtet.